# Ивановское (Гагаринский район)
Ивановское — деревня в Гагаринском районе Смоленской области России. Входит в состав Токаревского сельского поселения. По состоянию на 2007 год постоянного населения не имеет.
Расположена в северо-восточной части области в 16 км к юго-востоку от Гагарина, в 9 км южнее автодороги М1 «Беларусь». В 13 км севернее деревни расположена железнодорожная станция Колесники на линии Москва — Минск.

## История
В годы Великой Отечественной войны деревня была оккупирована гитлеровскими войсками в октябре 1941 года. В самой деревне стояли венгерские, чешские и польские инженерные части, которые строили оборонительные сооружения вокруг города Гжатска, саму деревню окружали минные поля. Также действовали партизанские отряды, недалеко от деревни на опушке леса есть могила, где захоронены два партизана расстрелянные в самой деревне. Освобождена в марте 1943 года силами 33-й армии.